# Aquarius-stroom
De Aquarius-stroom is een sterrenstroom die zich bevindt in de Melkweg.
De sterrenstroom dankt zijn naam aan het feit dat de stroom zich voortbeweegt richting het sterrenbeeld Waterman.  De stroom is een overblijfsel van een dwergsterrenstelsel dat ca. 700 miljoen jaar geleden door het Melkwegstelsel is aangetrokken en opgeslokt, waarmee het de jongst bekende sterrenstroom is die tot nu toe werd ontdekt.
De ontdekking werd in 2010 gedaan als onderdeel van het RAdial Velocity Experiment (RAVE) onder leiding van de Nieuw-Zeelandse Mary Williams.